# L.A. Woman
L.A. Woman (укр. Жінка з Лос-Анджелесу) — шостий студійний альбом американського рок-гурту The Doors, що вийшов у квітні 1971 року. Останній альбом записаний за участю Джима Моррісона. Пісня «L.A. Woman» присвячена Памелі Курсон — коханій жінці Джима Моррісона.

## Список композицій
Усі пісні написано  The Doors, крім спеціально позначених.
1. «The Changeling» — 4:21
«Підкидьок»
2. «Love Her Madly» — 3:20
«Кохай її до нестями»
3. «Been Down So Long» — 4:41
«Так довго було погане»
4. «Cars Hiss By My Window» — 4:12
«За моїм вікном гудуть машини»
5. «L.A. Woman» — 7:57
«Жінка з Лос-Анджелесу»
6. «L'America» — 4:37
«Л'Америка»
7. «Hyacinth House» — 3:11
«Гіяцинтовий будинок»
8. «Crawling King Snake» (Джон Лі Гукер) — 5:00
«Повзучий цар-змій»
9. «The WASP (Texas Radio and the Big Beat)» — 4:16
«Оса [Техаське радіо й біґ-біт]»
10. «Riders on the Storm» — 7:09
«Ті що осідлали бурю»

## Учасники запису
- Джим Моррісон — вокал
- Рей Манзарек — клавішні
- Джон Дензмор — барабани
- Роббі Крігер — соло- й ритм-гітара

### Запрошені музиканти
- Марк Бенно (Marc Benno) — ритм-гітара
- Джері Шеф (Jerry Scheff) — бас-гітара (композиції №1,2,3 і 5)
- Роні Тат (Ronnie Tutt) — барабани (Riders on the Storm, L.A. Woman і Love Her Madly)